# 大森日雅
大森日雅（日语：／ Ōmori Nichika，1994年10月15日—）是日本的女性聲優，ACROSS ENTERTAINMENT所屬。

## 人物
長野縣出身，身高152公分，血型O型；Pro-Fit聲優養成所畢業。
原屬LINK PLAN，2017年9月加入Crocodile。
2021年3月加入ACROSS ENTERTAINMENT。
會彈鋼琴，擅長的運動是游泳；喜歡海水魚。

## 演出作品
※粗體字為主要角色

### 電視動畫
2014年
- 三坪房間的侵略者！？（虹野由莉佳[2]）
- 月刊少女野崎同學（女子籃球社社員）
- 信長協奏曲（森力丸）

2015年
- CROSSANGE 天使與龍的輪舞（瑪麗卡）
- 聖劍使的禁咒詠唱（尤里·奧來古比奇·日爾科夫[3]、女子、學生、女學生）
- 城下町的蒲公英（千佳）
- 空戰魔導士培訓生的教官（西拉[4]）
- Battle Spirits 烈火魂（美鳥山阿國）

2016年
- 紅殼的潘朵拉（制服、攝影擔當、櫃檯人員B、幼兒、機械呸囉）
- 虹色時光（大野綾、女學生、放送）
- Battle Spirits Double Drive（琪諾多[5]）
- 魔法少女什麼的已經夠了啦。（坂上千葉[6]）
- 麵包日常！（佐倉乃亞[7]）
- HUNDRED百武裝戰記（LiZA／麗莎·哈維、小孩）
- 貓貓日本史（日语：ねこねこ日本史）（謙信）
- 美妙天堂（月川知里、女孩子）
- 初戀怪獸（朋友、中村結衣）
- 超心動！文藝復興（女學生）
- 魔法少女什麼的已經夠了啦。第二期（坂上千葉）

2018年
- 昴宿七星（空閑旭姬）
- 小邪神飛踢（花園百合鈴）
- 大人的防具店（莫庫庫）

2019年
- 笨拙之極的上野（田中水菜[8]）
- 雨色可可 sideG（敬兔）
- 五等分的新娘（廣播聲）
- 騷亂時節的少女們（淺田惠美）

2020年
- 達爾文遊戲（鈴音）
- 理科生墜入情網，故嘗試證明。（棘田惠那[9]）
- 七大罪 眾神的逆麟（佩羅尼亞）
- 星光頻道（梅露潘）
- 小邪神飛踢'（花園百合鈴、魔獸1）
- 弩級戰隊HXEROS（茶茶）

2021年
- 大人的防具店II（莫庫庫）
- 怪物事變（妹）
- IDOLY PRIDE（女性記者）
- 再見了，我的克拉默（花房圭）

2022年
- 自稱賢者弟子的賢者（米菈）
- 理科生墜入情網，故嘗試證明。r=1-sinθ（棘田惠那）
- Love Live! 虹咲學園學園偶像同好會（黑羽咲良）
- 轉生賢者的異世界生活～取得第二職業，成為世界最強～（鬍鬚史萊姆[10]、アイリア）
- 小邪神飛踢X（花園百合鈴）
- Do It Yourself!!（Job子[11]）

2023年
- 鬼滅之刃 刀匠村篇
- 藍色管弦樂（篠崎的朋友）

2024年
- Re:Monster（霍布里[12]）

2025年
- 被驅逐出勇者隊伍的白魔導師，被S級冒險者撿到（琉炎[13]）

### 劇場動畫
2017年
- 劇場版星光樂園 一起閃耀吧！閃亮亮☆星光LIVE！（月川知里）

2019年
- Coluboccoro（Coluboccoro）

2020年
- 貓貓日本史 ～龍馬的一塌糊塗時間旅行!～（西鄉隆盛、沖田總司、武藏坊弁慶、上杉謙信、石田三成）
- 劇場版 巧虎與空中飛船（莫迪次男）

### 遊戲
2014年
- 貓耳求生者！（莉莉雅[14]）

2015年
- 音速少女隊 -Photon Angels-（日语：音速少女隊 -Photon Angels-）（蒂法（日文：黛）、梅露（日文：蒂娜）[15]）
- 家電少女（音／無反光鏡可換鏡頭相機[16]）
- 朝聖者傳說（庫蕾雅[17]）
- 嫁Collection（日语：嫁コレ）（虹野由莉佳）

2016年
- 偶像連結-AsteriskLive-（古風楓[18]）
- 莉莉喵的夥伴們（莉莉雅[19]、諾拉）

2019年
- 閃耀幻想曲（細野春美[20]）
- 少女前線（Six12）

2020年
- Crash Fever（希巴巴）
- 星空列車與白的旅行（野鳥）
- 怪物彈珠（2020年 - 2021年 式森科珈給[21]、碧悠[22]、麗絲露克[23]）

2023年
- 魔法禁書目錄 幻想收束（逆源質拼圖545）

### 音樂CD
| 發售日期 | 標題                                | 名義                                                      | 樂曲                                   | 商業搭配                         |
| 2014年   | 2014年                              | 2014年                                                    | 2014年                                 | 2014年                           |
| -------- | ----------------------------------- | --------------------------------------------------------- | -------------------------------------- | -------------------------------- |
| 7月30日  | 好感Win-Win無条件                   | Heart♡Invader（大森日雅、鈴木繪理、田澤茉純、長繩麻理亞） | 「好感Win-Win無条件」 「大切リスト。」 | 電視動畫「三坪房間的侵略者！？」 |
| 8月6日   | 1000%憑いていきたい                 | Heart♡Invader（大森日雅、鈴木繪理、田澤茉純、長繩麻理亞） | 「明日天気にな〜れ☆」                  | 電視動畫「三坪房間的侵略者！？」 |
| 8月13日  | 魔法少女シンドローム                | 虹野由莉佳（大森日雅）                                    | 「魔法少女シンドローム」               | 電視動畫「三坪房間的侵略者！？」 |
| 8月13日  | 魔法少女シンドローム                | Heart♡Invader（大森日雅、鈴木繪理、田澤茉純、長繩麻理亞） | 「砂浜TEMPTATION」                     | 電視動畫「三坪房間的侵略者！？」 |
| 8月20日  | 蝶台風 〜バタフライタイフーン〜     | Heart♡Invader（大森日雅、鈴木繪理、田澤茉純、長繩麻理亞） | 「僕らの風」                           | 電視動畫「三坪房間的侵略者！？」 |
| 8月27日  | 銀河皇国狂想曲                      | Heart♡Invader（大森日雅、鈴木繪理、田澤茉純、長繩麻理亞） | 「MEMORIES」                           | 電視動畫「三坪房間的侵略者！？」 |
| 12月3日  | 大切リスト。                        | Heart♡Invader（大森日雅、鈴木繪理、田澤茉純、長繩麻理亞） | 「ハピハピdays」                       | 電視動畫「三坪房間的侵略者！？」 |
| 12月24日 | 六畳間の侵略者!? BD・DVD第4巻特典CD | 虹野由莉佳（大森日雅）                                    | 「トナカイみたいなクリスマス」         | 電視動畫「三坪房間的侵略者！？」 |

### 廣播劇CD
2014年
- 魔法少女育成計畫 in Dreamland（酒己達子[24]）

2015年
- 舞星灑落的雷涅席庫爾（舞波昴[25]）

### 廣播
- 大森日雅的晚安美人魚（ListenRadio→超!A&G+：2014年8月15日 -）
- 大森日雅・鈴木繪理 今晚也是SPA約會♪（超!A&G+：2016年4月8日 -）

## 外部連結
- 事務所公開簡歷（页面存档备份，存于）（日語）
- 大森日雅的X（前Twitter） （日語）
- 大森日雅的Instagram帳戶 （日語）